# إيليزا غوردون
إيليزا غوردون (بالإنجليزية: Eliza Gordon)‏ هي عاملة إجتماعية وممرضة وقابلة نيوزيلندية، ولدت في 29 يناير 1877 في غلاسكو في المملكة المتحدة، وتوفيت في 15 يونيو 1938.